# Coupe d'Europe de BMX 2023
Navigation
2022 2024
La 10e édition de la Coupe d'Europe de BMX a lieu du 18 mars au 3 septembre 2023. Cette année, six villes étapes organisent chacune deux épreuves consécutivement.

## Hommes élites

### Résultats
| #   | Lieu                | Date        | Vainqueur       | Deuxième             | Troisième            | Leader du classement général |
| --- | ------------------- | ----------- | --------------- | -------------------- | -------------------- | ---------------------------- |
| 1.  | Vérone              | 18 mars     | Léo Garoyan     | Simon Marquart       | Sïmba Darnand        | Léo Garoyan                  |
| 2.  | Vérone              | 19 mars     | Simon Marquart  | Kye Whyte            | Ross Cullen          | Simon Marquart               |
| 3.  | Zolder              | 9 avril     | Quillan Isidore | Mateo Carmona        | Vincent Pelluard     | Ruben Gommers                |
| 4.  | Zolder              | 10 avril    | Ross Cullen     | Arthur Pilard        | Ruben Gommers        | Ruben Gommers                |
| 5.  | Valmiera            | 6 mai       | Ruben Gommers   | Kye Whyte            | Mathijn Bogaert      | Ruben Gommers                |
| 6.  | Valmiera            | 7 mai       | Ruben Gommers   | Mathis Ragot Richard | Romain Mayet         | Ruben Gommers                |
| 7.  | Benátky nad Jizerou | 27 mai      | Ruben Gommers   | Cédric Butti         | Tim Goosens          | Ruben Gommers                |
| 8.  | Benátky nad Jizerou | 28 mai      | Ruben Gommers   | Cédric Butti         | Mathijn Bogaert      | Ruben Gommers                |
| 9.  | Sakarya             | 10 juin     | Ruben Gommers   | Kamren Larsen        | Jeremy Smith         | Ruben Gommers                |
| 10. | Sakarya             | 11 juin     | Diego Arboleda  | Cédric Butti         | Renaud Blanc         | Ruben Gommers                |
| 11. | Anadia              | 2 septembre | Ruben Gommers   | Eddy Clerté          | Mauricio Molina      | Ruben Gommers                |
| 12. | Anadia              | 3 septembre | Eddy Clerté     | Mauricio Molina      | Mathis Ragot Richard | Ruben Gommers                |

### Classement général
| Pos | Cycliste             | Pays            | Total |
| --- | -------------------- | --------------- | ----- |
| 1   | Ruben Gommers        | Belgique        | 1595  |
| 2   | Cédric Butti         | Suisse          | 1045  |
| 3   | Eddy Clerté          | France          | 898   |
| 4   | Mathis Ragot Richard | France          | 779   |
| 5   | Loris Aeberhard      | Suisse          | 539   |
| 6   | Mauricio Molina      | Chili           | 530   |
| 7   | Diego Arboleda       | Colombie        | 530   |
| 8   | Kye Whyte            | Grande-Bretagne | 521   |
| 9   | Ross Cullen          | Grande-Bretagne | 506   |
| 10  | Romain Mayet         | France          | 497   |

## Femmes élites

### Résultats
| #   | Lieu                | Date        | Vainqueur                 | Deuxième                  | Troisième                 | Leader du classement général |
| --- | ------------------- | ----------- | ------------------------- | ------------------------- | ------------------------- | ---------------------------- |
| 1.  | Vérone              | 18 mars     | Zoé Claessens             | Laura Smulders            | Malene Kejlstrup Sørensen | Zoé Claessens                |
| 2.  | Vérone              | 19 mars     | Laura Smulders            | Zoé Claessens             | Malene Kejlstrup Sørensen | Zoé Claessens                |
| 3.  | Zolder              | 9 avril     | Zoé Claessens             | Mariana Pajón             | Molly Simpson             | Zoé Claessens                |
| 4.  | Zolder              | 10 avril    | Mariana Pajón             | Zoé Claessens             | Axelle Étienne            | Zoé Claessens                |
| 5.  | Valmiera            | 6 mai       | Malene Kejlstrup Sørensen | Nadine Aeberhard          | Manon Veenstra            | Zoé Claessens                |
| 6.  | Valmiera            | 7 mai       | Malene Kejlstrup Sørensen | Nadine Aeberhard          | Manon Veenstra            | Malene Kejlstrup Sørensen    |
| 7.  | Benátky nad Jizerou | 27 mai      | Malene Kejlstrup Sørensen | Dorte Balle               | Michelle Wissing          | Malene Kejlstrup Sørensen    |
| 8.  | Benátky nad Jizerou | 28 mai      | Malene Kejlstrup Sørensen | Megan Williams            | Michelle Wissing          | Malene Kejlstrup Sørensen    |
| 9.  | Sakarya             | 10 juin     | Beth Shriever             | Malene Kejlstrup Sørensen | Mariana Pajón             | Malene Kejlstrup Sørensen    |
| 10. | Sakarya             | 11 juin     | Mariana Pajón             | Molly Simpson             | Gabriela Bolle            | Malene Kejlstrup Sørensen    |
| 11. | Anadia              | 2 septembre | Zoé Claessens             | Beth Shriever             | Laura Smulders            | Malene Kejlstrup Sørensen    |
| 12. | Anadia              | 3 septembre | Beth Shriever             | Zoé Claessens             | Merel Smulders            | Malene Kejlstrup Sørensen    |

### Classement général
| Pos | Cycliste                  | Pays            | Total |
| --- | ------------------------- | --------------- | ----- |
| 1   | Malene Kejlstrup Sørensen | Danemark        | 965   |
| 2   | Zoé Claessens             | Suisse          | 915   |
| 3   | Mariana Pajón             | Colombie        | 835   |
| 4   | Laura Smulders            | Pays-Bas        | 795   |
| 5   | Beth Shriever             | Grande-Bretagne | 685   |
| 6   | Sae Hatakeyama            | Japon           | 585   |
| 7   | Manon Valentino           | France          | 565   |
| 8   | Molly Simpson             | Canada          | 495   |
| 9   | Nadine Aeberhard          | Suisse          | 465   |
| 10  | Dorte Balle               | Danemark        | 435   |